# Palafoxia riograndensis
Palafoxia riograndensis là một loài thực vật có hoa trong họ Cúc. Loài này được Cory mô tả khoa học đầu tiên năm 1946.